# Achy Breaky Song
Achy Breaky Song è un singolo di "Weird Al" Yankovic estratto dall'album Alapalooza ed è la parodia di Achy Breaky Heart di Billy Ray Cyrus.
Achy Breaky Song fu il primo singolo di Yankovic ad essere considerato un airplay nelle radio locali.

## Significato
La canzone parla di un uomo che, piuttosto che ascoltare Achy Breaky Heart, preferirebbe sentire: Donny & Mary, Barry Manilow, New Kids on the Block, Village People, Vanilla Ice, Bee Gees, Debby Boone, ABBA, Slim Withman, Gheorghe Zamfir, Yōko Ono, Tiffany e farse alcune torture fisiche (per esempio "essere legato ad una sedia e buttato giù dalle scale").

## Tracce
1. Achy Breaky Song – 3:23